# Imagen (revista)
Imagen es una revista mensual de moda femenina publicada en San Juan (Puerto Rico), que se edita en español y fue fundada en 1986. La revista es impresa mensualmente por Casiano Communications y tiene una tirada de 400 000 ejemplares.  Sus temas principales son las cuestiones sociales, estilos de vida, salud, moda y entretenimiento. Es la principal revista de moda dirigida a las mujeres de Puerto Rico.
En junio de 2007 se comenzó a editar una edición de la revista en Florida Central, destinada a la creciente población puertorriqueña de esa región. Esa edición se edita desde Orlando y su primera editora fue María Isabel Sanquírico, periodista del noticiero de Telemundo.